# فرودگاه تالویوک
فرودگاه تالویوک (به انگلیسی: Taloyoak Airport) یک فرودگاه همگانی باربری با کد یاتا YYH است که یک باند فرود شن دارد و طول باند آن ۱٬۲۲۲ متر است. این فرودگاه در کشور کانادا قرار دارد و در ارتفاع ۲۷ متری از سطح دریا واقع شده است.